# Triodontella sansibarica
Triodontella sansibarica är en skalbaggsart som beskrevs av Brenske 1896. Triodontella sansibarica ingår i släktet Triodontella och familjen Melolonthidae. Inga underarter finns listade i Catalogue of Life.